# Старостин, Анатолий Васильевич (переводчик)
Анато́лий Васи́льевич Ста́ростин (22 мая 1919, Москва — 30 ноября 1980, там же) — российский переводчик поэзии и прозы, полиглот.

## Биография
Родился в Москве, во 2-м Хвостовом переулке. Родители — Василий Григорьевич Старостин и Настасья Ивановна Краснова — выходцы из подмосковных крестьян. Со школьных лет самостоятельно учил языки. Окончил исторический факультет МГУ в июне 1941 г. Студентом преподавал, на испанском языке, историю в школе для испанских детей.
Во время войны работал в отделении ТАСС на Дальнем Востоке, в Хабаровске: используя своё знание многих языков, занимался радиоперехватом.
После войны был научным редактором в Издательстве иностранной литературы (1946—1952), с 1952 по 1960 год — старшим редактором в Гослитиздате (редакция литератур народов СССР), где в 1957 году его назначили редактором романа Бориса Пастернака "Доктор Живаго, и он активно, но безуспешно добивался публикации романа. С 1960 по 1978 год вёл семинары по художественному переводу (с таджикского, азербайджанского, молдавского) в Литературном институте им. А. М. Горького, работая при этом старшим контрольным редактором в Издательстве литературы на иностранных языках (впоследствии «Прогресс»), затем там же — заведующим португальской редакцией (до 1978 года).
Начал печататься с 1953 года. Вступил в Союз писателей СССР в 1978 году. Переводил таких корифеев восточной литературы, как Физули («Лейли и Меджнун»), Саади («Гулистан»), Атаи, Насими, Омар Хайям, Алишер Навои и др.; оставил переводы с языков народов СССР (Галактион Табидзе, Давид Гофштейн), с испанского (Рубен Дарио, Хуан Валера), с английского (Уолт Уитмен).
«…поскольку перевод классической поэзии Востока до сих пор, можно сказать, находится в стадии экспериментальной, разработка неведомых нашему читателю поэтических текстов, сделанных А. В. Старостиным „по целине“, прямо с подлинника, без помощи подстрочника, имеет своё научное и литературное значение», — пишет в отзыве на его переводы редактор-составитель многих поэтических изданий Н. В. Банников. Разбирая перевод романа «Пепита Хименес» Хуана Валеры, он отмечает, что для этой работы «необходим гибкий, богатый словарь, соединяющий умозрительные элементы с земным и конкретным. Нужна несколько зыбкая, как бы чуть расплавленная и изящная фраза, передающая духовную настроенность родовой интеллигенции XIX столетия. Нужен немалый такт, чтобы удержаться от излишней выспренности в передаче психологических чуть старомодных пассажей. Всё это есть, — заключает он, — в переводе А. В. Старостина…твой взгляд нигде не спотыкается ни на языковом диссонансе, ни на обыкновенном огрехе. Это очень ровная по отделке, добротная работа».
Н. Б. Томашевский, специалист по испанской и итальянской литературе, в своём отзыве подчёркивает: «Лингвистическая эрудиция Старостина общеизвестна. Он великолепно (по свидетельству знатоков) владеет множеством восточных и западных языков… Со всем тем… интересы его строго очерчены: это восточное Средневековье и связанная с ним незаметными, но прочными узами через арабскую традицию, Испания».
Дети: Борис, Анастасия, Сергей, Юрий и Андрей Старостины.

### Основные переводы
- Саади. Гулистан, стихи, перевод с персидского. ГИХЛ, 1957.
- Физули. Лейли и Меджнун, поэма, перевод с азербайджанского. ГИХЛ, 1958.
- Физули. Избранное, перевод с азербайджанского. Аз. госиздат, Баку, 1958.
- Галактион Табидзе. Стихотворения и поэмы в кн. Избранное, перевод с грузинского. ГИХЛ, 1958.
- Рубен Дарио. Стихи, перевод с испанского. ГИХЛ, 1958.
- Переводы рубаи в кн.: Р. Алиев, М. Османов. Омар Хайям. Издательство Академии Наук СССР, 1959.
- Давид Гофштейн. Избранное, перевод с еврейского. Советский писатель, 1958; Стихи. ГИХЛ, 1961.
- Атаи. Избранные газели, перевод с узбекского. ГИХЛ Уз. ССР, 1960.
- Саккаки. Избранное (с предисловием), перевод с узбекского. ГИХЛ Уз. ССР, 1961.
- Саади. Бустан, главы 4-10. Лирика, перевод с персидского. ГИХЛ, 1962.
- Бенито Линч. Стервятники «Флориды», роман, перевод с испанского. ГИХЛ, 1963.
- Хорезми. Мухаббад-наме, стихи, перевод со староузбекского. Ташкент ГИХЛ Уз. ССР, 1963.
- Тарас Шевченко. Стихи в кн. Избранные произведения, перевод с украинского на испанский. Прогресс, 1964.
- Рубен Дарио. Лирика, перевод с испанского. ИХЛ, 1967.
- Алишер Навои. Возлюбленный сердец. В кн. А.Навои. Собрание сочинений, т. Х, перевод стихов со староузбекского. Изд. ФАН Уз. ССР, 1970.
- Рассказы испанских писателей в сб. «Современная испанская новелла». Прогресс, 1971.
- Григол Абашидзе. Лашарела, исторический роман, перевод с грузинского (совместно с Ф. Твалтвадзе). Известия, 1972.
- Уолт Уитмен. Избранные произведения. ИХЛ, 1970;Стихи в томе «БВЛ» «Американская поэзия XIX века», перевод с английского, 1975.
- Перес Гальдос. Донья Перфекта, роман, перевод с испанского (совместно с С. Вафа). Гослитиздат, 1956; «БВЛ», 1976.
- Хуан Валера. Пепита Хименес, роман, перевод с испанского. ГИХЛ, 1959; «БВЛ», 1976.
- Насими. Избранное, т.2, касыды, перевод с персидского. Баку Азернешр, 1977.
- Михаил Эминеску. Избранное. Стихи, поэма «Memento mori», перевод с румынского. Литература артистикэ, Кишинев, 1980.
- Низами Гянджеви. Лейли и Меджнун, стихи, поэма, перевод с азербайджанского. Аз. госиздат, Баку, 1980.